# Denkmalgeschützte Objekte im Bezirk Waidhofen an der Thaya
Im Bezirk Waidhofen an der Thaya bestehen 279 denkmalgeschützte Objekte. Die unten angeführte Liste führt zu den Gemeindelisten und gibt die Anzahl der Objekte an.
| Gemeindeliste                       | Objektzahl |
| ----------------------------------- | ---------- |
| Dietmanns                           | 3          |
| Dobersberg                          | 17         |
| Gastern                             | 3          |
| Groß-Siegharts                      | 16         |
| Karlstein an der Thaya              | 10         |
| Kautzen                             | 12         |
| Ludweis-Aigen                       | 20         |
| Pfaffenschlag bei Waidhofen         | 6          |
| Raabs an der Thaya                  | 54         |
| Thaya                               | 23         |
| Vitis                               | 10         |
| Waidhofen an der Thaya              | 68         |
| Waidhofen an der Thaya-Land         | 9          |
| Waldkirchen an der Thaya            | 10         |
| Windigsteig                         | 18         |
| Summe Bezirk Waidhofen an der Thaya | 279        |